# Руїни стріляють…
«Руїни стріляють…» — радянський шестисерійний телевізійний художній фільм, знятий режисером Віталієм Четвериковим на кіностудії «Білорусьфільм». 1970 рік — 1 і 2 серії, 1971 рік — 3 і 4 серії, 1972 рік — 5 і 6 серії.
Оповідає про героїчний подвиг мінських підпільників в період німецької окупації в роки Німецько-радянської війни (1941—1945).

## Сюжет
Фільм заснований на реальних подіях, описаних в документальній повісті радянського письменника Івана Новикова «Руїни стріляють в упор», присвяченої героям мінського підпілля в роки Німецько-радянської війни.
У центрі подій — інженер Ісай Казинець, військовослужбовець Іван Кабушкин, студент Володимир Омельянюк. Саме ці люди з перших днів окупації Мінська почали створювати підпільні групи. Незабаром підпільникам вдалося встановити зв'язок з партизанами і вони стали планувати спільні операції.

## У ролях
| Актор                                | Роль                                                  |
| ------------------------------------ | ----------------------------------------------------- |
| Ігор Лєдогоров                       | підпільник Жан (Іван Костянтинович Кабушкин)          |
| Тетяна Алексєєва                     | медичний працівник підпілля Ольга Щербацевич          |
| Олена Вановська                      | Ірма                                                  |
| Данута Відугіріте                    | Ступакова                                             |
| Борис Владомирський                  | староста барака                                       |
| Григорій Гай                         | Богомол-Козирєв                                       |
| Геннадій Гарбук                      | Микола                                                |
| Гедимінас Гірдвайніс                 | поліцай                                               |
| Юрій Горобець                        | Пантелеймон Кіндратович Пономаренко                   |
| Леонід Данчишин                      | Хмелевський                                           |
| Жаннета Друцька                      | медичний працівник підпілля Вікторія Федорівна Рубець |
| Марія Захаревич                      | Марися                                                |
| Лев Золотухін                        | Дмитро Андрійович Короткевич                          |
| Володимир Козел                      | Ісай Павлович Казинець                                |
| Ігор Комаров                         | комендант табору                                      |
| Світлана Коркошко                    | Шура Назарова                                         |
| Генрікас Кураускас                   | Вільгельм Кубе                                        |
| Августин Милованов                   | Алекс                                                 |
| Федір Нікітін                        | Євген Володимирович Клумов                            |
| Світлана Некипелова                  | Оля                                                   |
| Лаймонас Норейка                     | Бушман                                                |
| Альгірдас Паулавічюс                 | гестапівець                                           |
| Михайло Погоржельский                | полковник Нечипорович                                 |
| Володимир Поночовний                 | Володимир Степанович Омельянюк                        |
| Вікторас Плют                        | Ведекинд                                              |
| Юозас Рігертас                       | Захар Захарович Гало                                  |
| Любов Румянцева                      | покоївка гауляйтера Кубе                              |
| Георгій Ручимський                   | комісар                                               |
| Ніна Сазонова                        | мати Шури                                             |
| Михайло Селютин                      | Льоня                                                 |
| Ігор Стариков                        | Сергій Олексійович Благоразумов                       |
| Здіслав Стомма                       | начальник поліції                                     |
| Юрій Ступаков                        | Гурков                                                |
| Віктор Тарасов                       | Семен                                                 |
| Олег Хабалов                         | Аракелов                                              |
| Аудріс Хадаравічюс                   | Ганс Гербер                                           |
| Леонас Цюніс                         | Фон Толь                                              |
| Олексій Чернов                       | Іван Іванович Матусевич                               |
| Ростислав Шмирьов                    | Грачов                                                |
| Антанас Шурна                        | Борис Михайлович Рудзянко                             |
| Борис Юрченко                        | кухар                                                 |
| Ростислав Янковський                 | командир партизанського загону                        |
| Ольга Захарова                       | мати Омельянюка                                       |
| Костянтин Сенкевич                   | батько Омельянюка                                     |
| Тетяна Бондарчик                     | баба Паладя                                           |
| Степан Хацкевич                      | залізничник                                           |
| Марія Зінкевич                       | Василівна                                             |
| Олексій Барановський                 | дід-зв'язковий                                        |
| Володимир Дедюшко                    | дід в вагоні                                          |
| Михайло Федоровський                 | політрук партизанського загону                        |
| Володимир Кудревич                   | командир партизанського загону                        |
| Павло Кормунін                       | Хасен Мустафович Олександрович                        |
| Борис Борисьонок                     | Казанцев                                              |
| Іван Косих                           | Петро Андрійович                                      |
| Улдіс Лієлдіджс                      | Бушман                                                |
| Валентина Бєляєва                    | Поліна Михайлівна                                     |
| Дмитро Капка                         | партизан-провідник                                    |
| Яніс Грантіньш                       | Юнк                                                   |
| Степан Бірілло                       | німецький офіцер                                      |
| Микола Єременко (старший)            | секретар підпільного обкому партії                    |
| Віктор Лебедєв (немає в титрах)      | німецький офіцер                                      |
| Іван Жаров (немає в титрах)          | партизан                                              |
| Лілія Давидович (немає в титрах)     | партизанка                                            |
| Володимир Золотухін (немає в титрах) | конвоїр                                               |
| Галина Макарова (немає в титрах)     | жінка біля тимчасового концтабору                     |

## Знімальна група
- Автор сценарію:  Іван Новиков,  Іван Чигринов
- Режисер-постановник:  Віталій Четвериков
- Оператор-постановник:  Борис Оліфер
- Композитор:  Олексій Муравльов
- Художник-постановник:  Володимир Бєлоусов